# Big Bear

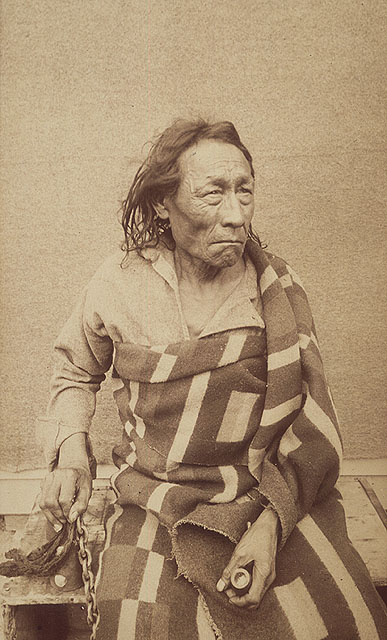
Mistahimaskwa (Big Bear), Library and Archives Canada, nlc-4314, O.B. Buell 1885

Mistahimaskwa, bekannt als Big Bear (* um 1825; † 17. Januar 1888), war ein Häuptling der Cree, genauer der Plains Cree. Er führte den letzten indianischen Widerstand gegen die Zerstreuung der Cree auf zahlreiche Reservate und forderte ein großes Gesamtreservat. Ein Aufstand der jungen Krieger unter der Führung eines seiner Söhne zerstörte 1885 diese Pläne. Er hatte mindestens vier Söhne von verschiedenen Frauen, einer von ihnen war an seiner Entmachtung beteiligt. Er versuchte stets, den bewaffneten, nach seiner Einschätzung aussichtslosen offenen Konflikt zu vermeiden. Er wurde 1885 zu drei Jahren Gefängnis wegen Verrats verurteilt und nicht als Kriegsgegner behandelt.
Am 27. Mai 1971 ehrte die kanadische Regierung, vertreten durch den für das Historic Sites and Monuments Board of Canada zuständigen Minister, Mistahimaskwa und erklärte ihn zu einer „Person von nationaler historischer Bedeutung“.

## Leben

### Herkunft
Mistahimaskwa wurde um 1825 als Sohn des Ojibwa-Häuptlings Mukitou (Black Powder) in der Nähe des Jackfish Lake geboren. Seine Muttersprache war einer der Cree-Dialekte, doch beherrschte er ebenso gut die Sprache der Ojibwa. Als er zwölf Jahre alt war, überlebte er die Pocken, doch war sein Gesicht von Narben gezeichnet. Wahrscheinlich wuchs er bei Plains Cree auf, die meist am North Saskatchewan River überwinterten und deren Überleben von der sommerlichen Büffeljagd abhing. Seinen Namen erhielt er wohl aufgrund einer Vision des Bear Spirit, des Bärengeistes, der bei den Cree verehrt wurde. Eine Bärentatze schützte sein Leben.

### Häuptling, Kampf gegen Blackfoot (1870)
Charles Alston Messiter berichtete im November 1862, Big Bear sei der „head chief“ eines großen Cree-Lagers bei Fort Carlton. John Sinclair, Händler der Hudson’s Bay Company berichtete 1865, Big Bear sei von Carlton nach Pitt gezogen, wo er Häuptling eines kleinen Stammes (band) von Verwandten gewesen sei. Dazu zählten demnach nur 12 Zelte oder 20 Männer. Offenbar genoss er dennoch großes Ansehen. Er nahm anscheinend am Kampf gegen die Blackfoot teil, der in der Schlacht am Belly River (nahe Lethbridge in Alberta) im Oktober 1870 stattfand. Jerry Potts berichtete später, dass 200 bis 300 Cree und 40 Blackfeet dabei getötet worden seien. Es war demnach die größte und letzte Schlacht zwischen Plainsindianern auf dem Boden Kanadas.

### Kanadas Versuch, die Landräumung zu erzwingen (ab 1870)
Als die 1867 gegründete Kanadische Konföderation ab 1870 die Gebiete der Hudson’s Bay Company übernahm, versuchte die Regierung durch ihren Vertreter Edgar Dewdney mit den Indianern Verträge abzuschließen, die das Land für die erhofften großen Mengen an Siedlern freimachen sollten. Die Indianer wiederum hatten mit dem Abschlachten der Büffel ihre Nahrungsgrundlage verloren und erhofften sich gegen Verleihung (nicht Aufgabe) ihres Landes Unterstützung bei der Umstellung auf Vieh- und Landwirtschaft. Doch Big Bear zögerte, den Vertrag Nr. 6 von den so genannten Numbered Treaties zu unterzeichnen. Er führte seinen Stamm zu den Cypress Hills, doch musste er feststellen, dass die Regierungsvertreter versuchten, ihn durch Hunger zum Unterzeichnen zu zwingen.
1873 war es im Zusammenhang mit der Büffeljagd bereits zu Streitigkeiten mit Gabriel Dumont gekommen, von dem sich Big Bear nicht vorschreiben lassen wollte, wie die Büffel zu jagen waren. Im Sommer 1874 kam der HBC-Händler William McKay mit Geschenken, wie Tee und Tabak, um die Ankunft der North-West Mounted Police zu erklären. McKay berichtete, dass viele Plains Cree die Geschenke annahmen, doch dass zwei Familien der Gruppe um Big Bear die Geschenke ablehnten. Sie glaubten, sie seien nur dazu da, sie zu einem Vertrag zu überreden. McKay berichtet, Big Bears Lager habe 65 „lodges“ umfasst, also rund 520 Leute. Hingegen führte Sweet Grass (Wikaskokiseyin), der bereits 1871 von der HBC als „The Chief of the Country“ bezeichnet worden, und der von Father Albert Lacombe unter dem Namen Abraham getauft worden war, nur 56 Leute.
Big Bear erschien Reverend George Millward McDougall, der 1875 die gegen die Verträge aufgebrachten Plains-Indianer beruhigen sollte, besonders problematisch. Der Methodist und Missionar meinte, die meisten Indianer seien moderat in ihren Forderungen, während Big Bear versuche, in ihren Versammlungen die Führerschaft zu gewinnen. Er verlangte, dass die Führer Kanadas „wie Männer“ selbst kommen sollten.

### Ablehnung des Vertrages (1876, 1878)
Lieutenant governor Alexander Morris erschien tatsächlich im August 1876, um Vertrag Nr. 6 der Numbered Treaties auszuhandeln. Dabei ging es um 120.000 Quadratmeilen Land. Big Bear erschien nicht in Fort Carlton und kam erst am 13. September nach Fort Pitt, einen Tag nach dem Vertragsabschluss und den zugehörigen Zeremonien. Sweet Grass und andere Cree- und Ojibwa-Häuptlinge drängten ihn zur Unterzeichnung, doch Big Bear, der beanspruchte für alle Cree und Assiniboine zu sprechen, meinte mehrdeutig: „Halt, meine Freunde … ich werde bitten, mich vor dem zu bewahren, was ich am meisten fürchte – zu hängen. Es wurde uns nicht aufgetragen, den Strick um unseren Nacken zu tragen.“ Der Vizegouverneur schloss daraus, Big Bear sei ein Feigling, doch könnte es sich auch um eine prophetische Metapher für die Zukunft der Plains-Indianer handeln. Jedenfalls unterzeichnete Big Bear nicht den Vertrag, womit er der erste der bedeutenden Häuptlinge war, die sich weigerten.
Er weigerte sich sechs Jahre lang und zog damit immer mehr unabhängige Krieger an. Mit Morris’ Nachfolger David Laird traf er im August 1878 am Sounding Lake zusammen. Erneut wies er alle Geschenke zurück. Im Oktober stellte die von Little Pine [Minahikosis] geführte Gruppe fest, dass Landvermesser nahe dem heutigen Medicine Hat in Alberta tätig waren. Little Pine nahm Kontakt mit Big Bear auf, der an den Red Deer Forks (Saskatchewan) war. Die Landvermesser ihrerseits riefen um Hilfe in Fort Walsh (Saskatchewan). Colonel Acheson Gosford Irvine stimmte mit Big Bear überein, dass die Landvermessungen bis zur Unterzeichnung eines Vertrages ruhen sollten.
Im Winter 1878 auf 1879 stand Big Bear auf dem Höhepunkt seines Einflusses. Da kaum noch Büffel kamen, wurde den Indianern klar, dass die zugesagten winzigen Reservate und die 5 Dollar Jahreszahlungen nichts wert waren, wenn die Jagd nicht mehr möglich war. Dennoch hielt sich Big Bear zurück. Im März 1879 stellte Pater Jean-Marie-Joseph Lestanc, der sich bei den Métis an den Red Deer Forks aufhielt, dass sich alle Stämme, namentlich Sioux, Blackfoot, Blood, Sarcee, Assiniboine, Stoney, Cree und Saulteaux zusammengefunden hatten. Superintendent Leif Newry Fitzroy Crozier von der North West Mounted Police erzielte keinerlei Verhandlungserfolge. Möglicherweise verhandelten Sitting Bull, Crowfoot [Isapo-muxika] und vielleicht sogar Gabriel Dumont mit Big Bear, womit sie alte Feindschaften überbrückt hätten.
Edgar Dewdney, Sir John A. Macdonalds neuer Indian commissioner, kam im Juni 1879 nach Fort Walsh. Big Bear beklagte die schlechten Vertragsvorschläge. Little Pine gab angesichts der katastrophalen Ernährungssituation auf und unterzeichnete am 2. Juli für 472 Leute. Trotz Nahrungsmitteln und Reservat weigerte sich Big Bear weiterhin.

### Ausweichen nach Montana (1879), Vertrag (1882), Kampf um größere Reservate

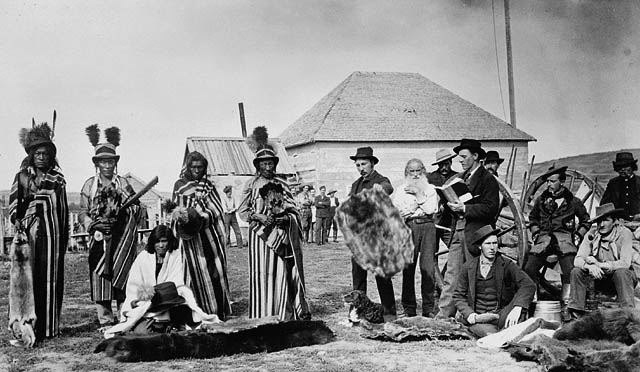
Big Bear bei Verhandlungen vor Fort Pitt, 1884 (stehend, vierter von links)

Daher zog er mit seinen Anhängern südwärts in die USA, nach Montana und traf sich mit Sitting Bull und Louis Riel, dem Führer der Métis. Doch musste er erkennen, dass nur sein Handzeichen seinen Stamm vor dem Verhungern retten könnte, denn die letzten Büffel waren verschwunden. Big Bear fischte nun am Cypress Lake in Saskatchewan und man jagte auch Kleintiere, doch am 8. Dezember 1882 unterzeichnete er für seine 247 verbliebenen Leute den Vertrag Nr. 6. Dennoch erhielt der Stamm, mit der Begründung, Big Bear habe sich kein Reservat ausgesucht, immer noch keine Lebensmittel.
Er hatte zunächst ein Reservat bei Fort Pitt verlangt, und im Juli 1883 zog seine Band dorthin. Nun besuchte er seine Freunde in ihren kleinen Reservaten am North Saskatchewan. Er kannte ihre katastrophale Situation und forderte nun ein Reservat an anderer Stelle. Mehrere Besuche durch Angestellte des Indian Department durch Hayter Reed und Edgar Dewdney sowie den deputy superintendent general of Indian affairs Lawrence Vankoughnet aus Ottawa führten zu nichts. Stattdessen forderte Big Bear die Stämme auf, um ein gemeinsames, großes Reservat zu kämpfen.
Bis April 1884 war Big Bears Gruppe auf rund 500 angewachsen. Sie zogen nach Battleford und am 16. Juni sammelten sich über 2000 Indianer aus den Saskatchewan-Reservaten im Poundmaker-Reservat zu einem Durst-Tanz, den Big Bear aufführte. Dieser Tanz war verboten, so dass die Regierung nun alle Rationen sperrte. John Craig, der farm instructor, wurde daraufhin von einem jungen Krieger geschlagen. Craig rief die Polizei, die von Battleford mit rund 90 Mann anrückte. Crozier, der sie führte, war über Craigs Eigenmächtigkeit empört, musste aber nun die Täter verhaften. Während der junge Krieger verhaftet wurde, konnten Big Bear, Little Pine und Poundmaker durch lautes Schreien von „Frieden, Frieden“ eine Eskalation verhindern. Daraufhin teilte Crozier Nahrungsmittel aus. Er erkannte klar, dass, wenn die Regierung nicht das Vertrauen der Indianer erringen könne, es zum Kampf kommen würde.
Big Bear setzte sich am 31. Juli 1884 in Duck Lake bei einer Ratsversammlung, bei der auch Louis Riel, der Métisführer, anwesend war, für einen gemeinsamen Sprecher der Indianer ein und kritisierte die Weißen wegen ihrer mangelnden Redlichkeit. Am 17. August traf er sich mit Louis Riel in Prince Albert. Dennoch wollte er sich im Frühjahr des nächsten Jahres für ein Reservat entscheiden.
Dewdney war stark von der Verbindung der Cree mit den Métis beunruhigt. Hayter Reed sollte in seinem Auftrag einen äußerst einseitigen Bericht verfassen, der an Vankoughnet in Ottawa ging. Dieser erinnerte wiederum Dewdney in einem Brief vom 4. Februar 1885 daran, dass die „Indianer wirklich viel mehr bekommen hatten, als die Regierung durch den Vertrag verpflichtet war zu geben“. Diese Selbstgefälligkeit zerstörte die Bemühungen Big Bears um Verhandlungsergebnisse. Seine Autorität unter den Cree sank, und Krieger wie Wandering Spirit ergriffen die Initiative.

### Massaker am Frog Lake (1885), Entmachtung
Big Bears Gruppe lagerte bei den Wood Crees am Frog Lake, 80 km nördlich von Fort Pitt, als die Nachricht von der Schlacht am Duck Lake sie erreichte. Eine Woche später, am 2. April führte Big Bears Sohn Little Bad Man und Kriegshäuptling Wandering Spirit ihre Leute zur katholischen Kirche am Frog Lake. Wandering Spirit erschoss den Indianeragenten Thomas Trueman Quinn. Big Bear schrie noch „Stop, stop!“, doch war es bereits zu spät. Neun Männer, darunter zwei Oblatenmissionare, wurden getötet, nur eine Frau, und der HBC-Angestellte William Bleasdell Cameron, dem die Cree-Frau des Händlers James Kay Simpson das Leben rettete, entkamen. Big Bear meinte später im Prozess, dass es nicht seine Taten gewesen seien, und dass die jungen Männer nicht mehr zuhörten, und dass es ihm sehr leid tue, was geschehen sei.
Big Bear war inzwischen von den jüngeren Kriegern praktisch entmachtet worden. Am 13. April umlagerten 250 Krieger Fort Pitt und sie übersandten dem Polizeiführer Francis Jeffrey Dickens ein Ultimatum. Big Bear warnte Sergeant J. A. Martin. Er solle vor dem Nachmittag fliehen. Er zog sich mit seinen 25 Mann nach Battleford zurück, die 28 Zivilisten ergaben sich, das Fort ging in Flammen auf.
Big Bear wurde inzwischen mit tiefster Verachtung behandelt. Die Krieger unternahmen außer einigen Plünderzügen jedoch nichts, um sich etwa mit Poundmaker zum Angriff auf Battleford zu vereinigen, oder Louis Riel bei Batoche zu unterstützen. Schließlich griff Major-General Thomas Bland Strange am 28. Mai Wandering Spirits Stellung auf einem Hügel bei Frenchman Butte an. Obwohl Strange zurückgeschlagen wurde, zogen sich die Krieger gleichfalls zurück. Big Bear hielt sich mit den Gefangenen und den Frauen im Hintergrund. Als Samuel Benfield Steeles Männer Big Bears Anhänger an den Loon Lake Narrows am 3. Juni attackierten, ging Big Bear mit seiner schützenden Bärenklaue dazwischen – mit Erfolg. Der Schusswechsel wurde beendet.

### Inhaftierung (1885–1887), Tod (1888)

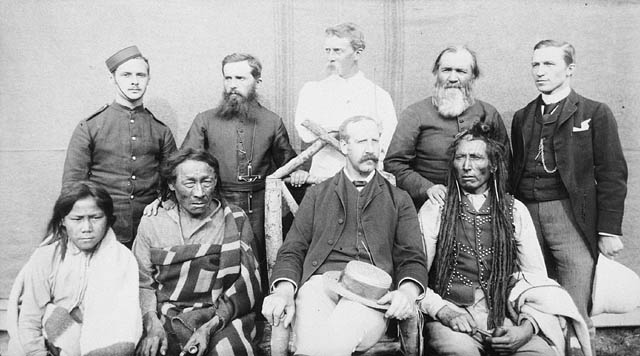
1885 in den North-West Mounted Police Barracks zu Regina (Saskatchewan) aufgenommene Fotografie mit Poundmaker, Big Bear, sein Sohn (später Little Bear genannt), Vater Andre, Vater Conchin, Chief Stewart, Captain Deane, Herrn Robertson und einem Übersetzer

Als die Truppen von General Frederick Dobson Middleton am 12. Mai bei Batoche gesiegt hatten, floh Big Bears Sohn Imasees (Üyimis§s - „Bad Child“) (c. 1850–1921) mit mehreren Plains Cree und Métis nach Montana und nahm den Namen „Little Bear“ an; Wandering Spirit ergab sich und im November 1885 wurden er und fünf andere Krieger gehängt. Big Bear suchte nach seinem Sohn und ergab sich am 2. Juli 1885. Er wurde mit 14 seiner Männer nach Regina gebracht.
Big Bear wurde in Regina am 11. September 1885 wegen Verrats vor Gericht gestellt und im Stony Mountain Penitentiary, einem Gefängnis in Manitoba gefangengesetzt. Er wurde zwar 1887 frei gelassen, doch starb er bereits im folgenden Winter im Poundmaker-Reservat, nahe Battleford in der Provinz Saskatchewan.
Richter im Prozess war Hugh Richardson. Er erhob Anklage wegen Verrats am 11. September 1885. Er erkannte zwar an, dass Big Bear sich um Frieden bemüht habe, doch unschuldig hätte er nur befunden werden können, wenn er die Aufstandsgebiete verlassen hätte. Binnen 15 Minuten kam die sechsköpfige Jury zum Urteil „Schuldig, mit einer Begnadigungsempfehlung“. Richardson verurteilte den Häuptling am 25. September zu drei Jahren im Stony Mountain Penitentiary. Cameron erinnerte sich, dass Big Bear unmittelbar zuvor sagte: „Viele meines Stammes haben sich im Wald versteckt, von Angst paralysiert. … Ich bitte daher abermals Euch, die chiefs des Gesetzes des Weißen Mannes, um Gnade und Hilfe für die Ausgestoßenen meines Stammes.“ Im Protokoll erscheint diese kurze Ansprache allerdings nicht.
Im Gefängnis lernte der Häuptling das Schreinerhandwerk. Im Juli 1886 wurde er getauft. Crowfoot und andere Häuptlinge ersuchten Dewdney mehrfach um Big Bears Freilassung. Im Februar 1887 berichtete der Gefängnisarzt „Gefangener No. 103“ werde schwächer. Er wurde am 4. März entlassen. Da sein Stamm auf mehrere Reservate verteilt worden war, ging er am 8. März in die Poundmaker Reserve. Dort starb er am 17. Januar 1888. Kurz zuvor hatte ihn seine Frau verlassen, der er noch nachreiste. Er wurde auf dem katholischen Friedhof des Reservats beigesetzt, etwa am Ort des letzten Dursttanzes.
Big Bear war kein von Weißen eingesetzter oder anerkannter Häuptling, sondern ein traditioneller Chief, dem seine Leute wegen seines Prestiges folgten. Er versuchte der für die Indianer zerstörerischen Zivilisation der Weißen eigene Ideen und eine Stammeskonföderation sowie die Forderung nach einem großen gemeinsamen Reservat entgegenzusetzen. Die übereilte, aber letztlich inkonsequente Unterstützung des Métis-Aufstands durch die jungen Krieger machte diese Pläne obsolet. Seine Behandlung als Verräter statt als Kriegsgegner gilt heute als fragwürdig.

### Little Bear

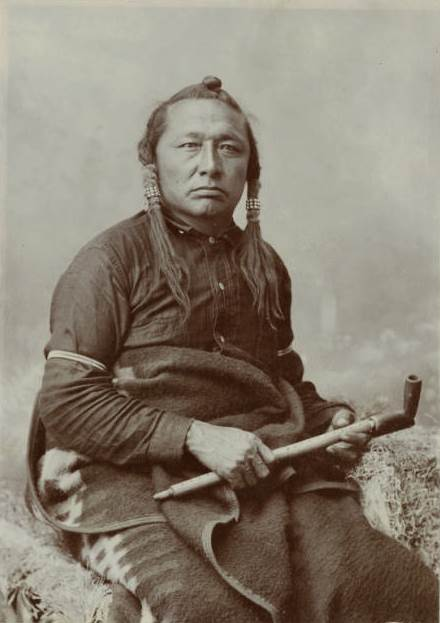
Little Bear im Jahr 1895

Die US-Regierung ließ es sich 1896 5000 Dollar kosten, um Little Bear, den Sohn von Big Bear, und seine sog. kanadischen Indianer zurück nach Kanada zu deportieren – da sie keinerlei Landrechte der Cree oder Chippewa in Montana und North Dakota anerkannte. Jedoch kehrten innerhalb weniger Wochen Little Bear und seine Plains Cree-Métis-Gruppe wieder nach Montana zurück – dort schlossen sie sich einer kleinen Chippewa-Gruppe unter Häuptling Rocky Boy (Asiniiwin, wörtlich: „Stone Child“) an, die jedoch kein Reservat besaß. 
Im Jahr 1916 teilte der Kongress ein Stück Land eines verlassenen Militärstützpunktes als Reservation den Plains Cree, Métis und Chippewa unter Little Bear und Rocky Boy zu. Heute befindet sich die Rocky Boy’s Reservation des Chippewa Cree Tribe im Hill und Chouteau County im Nordosten von Montana, nahe der kanadischen Grenze, ca. 50 km südlich von Havre. Es ist die kleinste und zugleich letzte Reservation, wie die Reservate in den USA heißen, die in Montana eingerichtet wurde.